# Kanton Noroy-le-Bourg
Kanton Noroy-le-Bourg (francouzsky Canton de Noroy-le-Bourg) je francouzský kanton v departementu Haute-Saône v regionu Franche-Comté. Tvoří ho 16 obcí.

## Obce kantonu
- Autrey-lès-Cerre
- Borey
- Calmoutier
- Cerre-lès-Noroy
- Colombe-lès-Vesoul
- Colombotte
- Dampvalley-lès-Colombe
- La Demie
- Esprels
- Liévans
- Montjustin-et-Velotte
- Neurey-lès-la-Demie
- Noroy-le-Bourg
- Vallerois-le-Bois
- Vallerois-Lorioz
- Villers-le-Sec